# Římskokatolická církev v Rusku

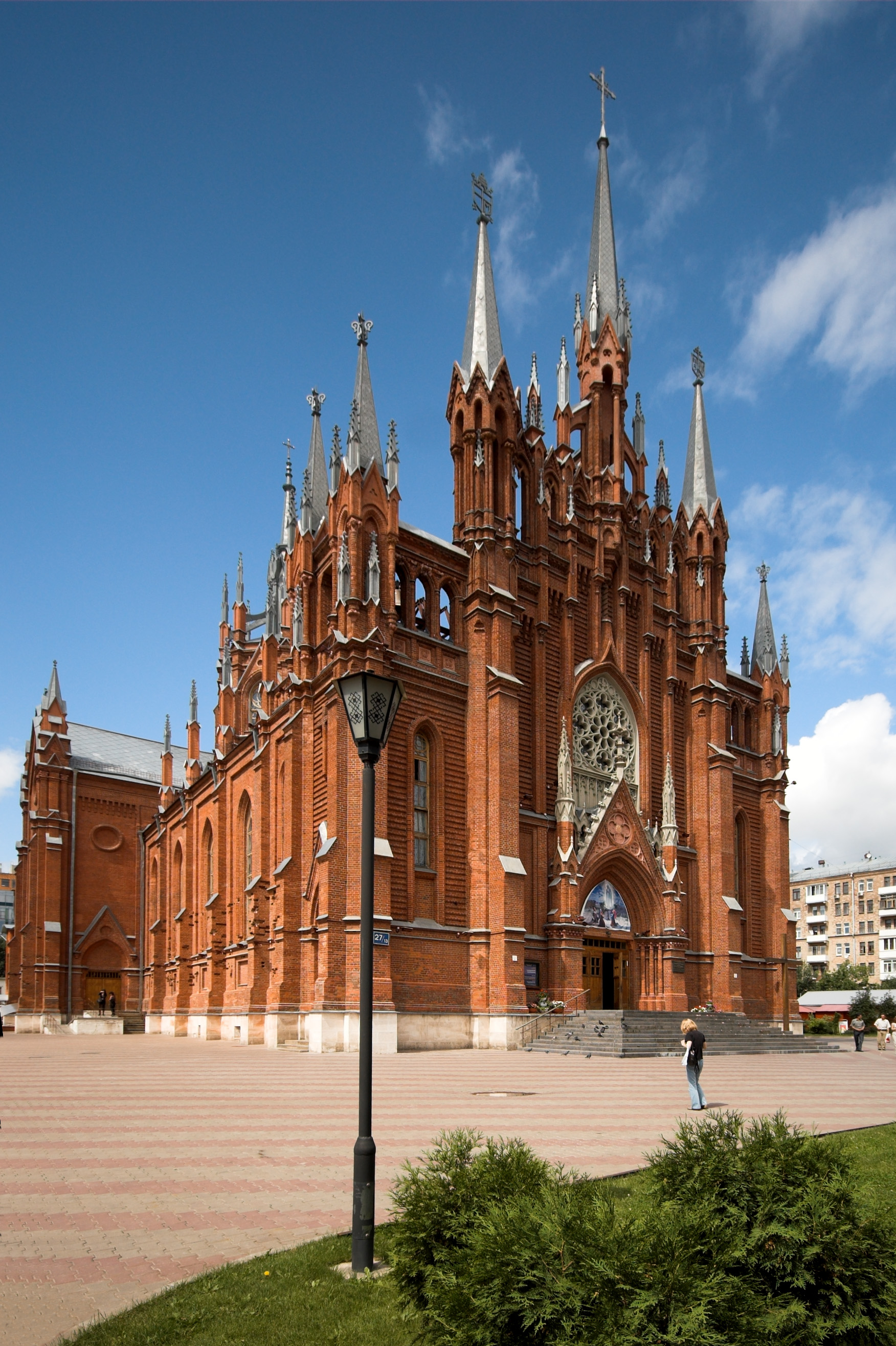
Katedrální chrám Neposkvrněného početí Panny Marie v Moskvě, největší římskokatolický kostel v Rusku

Římskokatolická církev má v Rusku poměrně malý vliv, hlásí se k ní asi 750 000 obyvatel, cca 0,5 % všeho obyvatelstva.
Její působení je komplikováno špatnými vztahy jak s ruským státem, tak zejména s pravoslavnou církví, která považuje Rusko za své kanonické území, na kterém podle ní nemá katolická církev právo působit (katolická církev tento přístup odmítá a upozorňuje na fakt, že samotné pravoslaví nerespektuje kanonické území západní církve a že katolíci v tom nevidí problém).
Pravoslavná církev obviňuje katolickou církev v Rusku z proselytismu a intenzívní a podle ní nelegitimní misijní činnosti, na druhé straně na mezinárodní úrovni se s ní snaží spolupracovat v boji proti sílícímu sekularismu.
Problém představuje fakt, že velkou část katolických kněží v Rusku tvoří cizinci. Ruský stát, který od nástupu prezidenta Putina silně podporuje pravoslavnou církev, různými byrokratickými překážkami a rozhodnutími komplikuje jejich působení. Řada z nich musela ukončit své působení poté, co jim bylo bez vysvětlení odebráno či neuděleno vízum. Jerzy Mazur, biskup irkutské diecéze, musel z tohoto důvodu rezignovat na svůj úřad.
Z hlediska správy římskokatolické církve patří území Ruska k Moskevské církevní provincii Matky Boží, zřízené roku 2002, která se člení na tyto (arci)diecéze:
- Arcidiecéze moskevská Matky Boží
- Diecéze saratovská svatého Klimenta
- Diecéze novosibirská Proměnění Páně
- Diecéze irkutská svatého Josefa

Mimo provincii se nachází apoštolská prefektura Južno-Sachalinsk pro původně japonské území, které Rusku připadlo po II. světové válce. Je přímo podřízena Svatému stolci a spravoval ji v letech 1953–2000 biskup ze Sappora, od roku 2000 apoštolský administrátor Východní Sibiře, resp. (od 2002) jeho nástupce biskup irkutský.
Vedle struktury římskokatolické církve v Rusku existuje zvláštní struktura pro poměrně početnou komunitu řeckokatolíků: Apoštolský exarchát v Rusku.